# Albert Gallisch
Albert Karl Franz Gallisch (* 8. Dezember 1874 in Nieder Hermsdorf, Landkreis Waldenburg, Provinz Schlesien; † 15. Mai 1936 in Pegnitz) war ein deutscher Marine-Ingenieur und Gießerei-Direktor.

## Leben und Beruf

### Volontär und Assistent
Albert Gallisch wurde als Sohn des Bergwerksrendanten Louis Gallisch (1831–1908) geboren. Nach Besuch des Gymnasiums zu Waldenburg arbeitete er zwei Jahre praktisch als Maschinenbauvolontär und fuhr mehrere Monate bei der Handelsmarine als Maschinistenassistent.

### Dienst in der Kaiserlichen Marine
Im November 1896 trat Gallisch als Einjährig-Freiwilliger bei dem technischen Personal der Torpedo-Abteilung in Kiel in den Dienst der Kaiserlichen Marine.
Zunächst war er vier Jahre im Maschinendienst auf Schiffen und Torpedobooten tätig und konnte hier praktische Erfahrungen in der Behandlung von größeren Maschinen-, Kessel- und elektrischen Anlagen sammeln.
Anschließend war er vier Jahre Werkstattvorstand bei der Kaiserlichen Torpedowerkstatt in Friedrichsort und hatte Gelegenheit, sich mit der für die Führung größerer und kleinerer Werkstätten (je 50–150 Mann) notwendigen Kleinarbeit vertraut zu machen und so eine praktische Grundlage für seine spätere Ingenieurstätigkeit zu gewinnen.
Diese Fabrik zählte damals etwa 1000 Arbeiter und beschäftigte sich mit der Herstellung und Prüfung der komplizierten Apparate und Einzelteile der Torpedos, der zugehörigen Antriebsmaschinen (Pressluft-, Heißdampfmaschinen, Motoren und Turbinen) und der Montage und Prüfung der fertigen Torpedos in den Schießstandswerkstätten. Ferner baute sie die gesamten Torpedogeschütze mit den dazugehörigen Armaturen sowie Kompressoren, Hebezeuge und sonstige Torpedo-Bewaffnungseinrichtungen für sämtliche Schiffe, Torpedoboote und später auch für U-Boote.
Die praktische Ausbildung in diesen acht Jahren wurde durch mehrere dazwischenliegende theoretische Lehrgänge im Maschinenbau, Materialprüfung, Torpedobaukunde und Werkstattbetrieb vervollständigt, die Gallisch ebenso wie das zweijährige Studium 1904–1906 auf der Kaiserlichen Marine-Ingenieurschule in Wilhelmshaven mit dem Prüfungsergebnis „gut“ abschloss.

### Marine-Ingenieur in Friedrichsort
Nach seiner Beförderung zum Ingenieur (im Rang eines Leutnants z.S.) im Oktober 1906 war Gallisch bis 1916 als Betriebsingenieur und Vorstand einzelner Abteilungen wieder bei der Torpedowerkstatt tätig, abgesehen von dem Wintersemester 1912/13, in dem er auf der Technischen Hochschule in Charlottenburg die technischen Neuerungen, besonders im Rohölmotorenbau (Prof. Riedler) sowie Werkstattstechnik und rationelle Arbeitsmethoden (Prof. Schlesinger) studierte. 
In diesen zehn Jahren wirkte Gallisch größtenteils als Leiter wichtiger Fabrikationsabteilungen von ca. 300–1000 Arbeitern. Die rapide Entwicklung der Fabrik wurde maßgeblich von ihm mit beeinflusst. Anfang 1916 wurde er Leiter der gesamten Fabrikation mit ca. 4000 Arbeitern. Gallisch führte Serien- und Massenfabrikation nach neuzeitlichen Arbeitsmethoden ein. Außer den neuen großen mechanischen Fabrikationswerkstätten errichtete er eine Graugussgießerei mit Kupolöfen und Elektroöfen und erweiterte die vorhandene Bronzegießerei auf eine Leistungsfähigkeit von 200 t Bronze monatlich.

### Kritische Jahre 1918/19
Im Sommer 1918 war Gallisch kurze Zeit vertretungsweise beim Reichsmarineamt tätig, kehrte aber kurz vor der Revolution wieder auf seinen früheren Posten zurück. Vierzehn Tage nach der Revolution wurde ihm vom Reichsmarineamt die technische Oberleitung für die gesamte Torpedowerkstatt mit der Maßgabe übertragen, die Fabrik, die bisher nur Kriegsmaterial hergestellt hatte, auf Friedensware umzustellen. Unter größten Schwierigkeiten gelang es ihm, zunächst einigen Abteilungen der Fabrik Lokomotivteile, Motorpflugteile, Armaturen und elektrische Artikel als Arbeit zu verschaffen und diese Artikel fabrikatorisch aufzunehmen. Damit war die Grundlage für die spätere Gesamtumstellung der Fabrik geschaffen. Doch veranlasste ihn die ungeklärte, von politischen Erwägungen abhängige Zukunft des Werkes, die Leitung im April 1919 niederzulegen.
Am 29. Juli 1919 bewilligte Konteradmiral Adolf von Trotha als Chef der neuen Admiralität der Reichsmarine, die an die Stelle des Reichsmarineamts getreten war, dem Torpedo-Stabsingenieur Gallisch den Abschied „unter Verleihung des Charakters als Torpedo-Oberstabsingenieur mit der gesetzlichen Pension, der Erlaubnis zum Tragen der bisherigen Uniform und der Aussicht auf Anstellung im Zivildienst“.

### Betriebsdirektor der Pegnitzhütte
Zurück im Zivilleben gründete Gallisch zunächst in seiner Heimat in Waldenburg in Schlesien ein technisches Büro, das er ein Jahr mit Erfolg führte, bis er im März 1920 die Stellung eines Betriebsdirektors der 1890 gegründeten Eisengießerei Pegnitzhütte, eines Zweigbetriebes der Nürnberger Armaturen- und Maschinenfabrik AG (Amag) in der fränkischen Kleinstadt Pegnitz, übertragen bekam. Dieses Werk war durch Krieg, Revolution und Streiks zu diesem Zeitpunkt stark heruntergewirtschaftet und bot Gallisch „ein reiches Feld zu kraftvoller Betätigung“. Es wurde ab 1920 sein Lebensmittelpunkt. 
Gallisch widmete sich besonders der Gießerei, um die dort bestehenden Missstände zu beseitigen. Er konnte durch eingehende Versuche an den Kupolöfen der Gattierungsfrage eine neue Grundlage geben und Versuche mit dem Walterschen Entschwefelungsverfahren durchführen. In der Maschinenformerei wurden neue moderne Rüttelformmaschinen aufgestellt und rationelle Serien- und Massenfabrikation eingeführt.
Gallischs Bestrebungen, die Pegnitzhütte nach jeder Richtung hin zu modernisieren, so sparsam wie möglich zu wirtschaften und dennoch eine größtmögliche Leistung herauszuholen, brachten ihm die Anerkennung seiner Vorgesetzten ein.

#### Turbulenzen während der Weltwirtschaftskrise
Ende des Jahres 1930 wirkte sich die Weltwirtschaftskrise auch auf den Bereich der Amag aus. Die Geschäftsleitung sah sich zu außerordentlichen Maßnahmen gezwungen. Es ging um die Frage, ob das Zweigwerk Pegnitz ganz stillgelegt werden soll, das zu dieser Zeit noch 300 Arbeiter beschäftigte. 
Eine Schließung des Pegnitzer Betriebes bedeutete nicht nur die Entlassung sämtlicher Angestellten und Arbeiter, sondern auch die Abwanderung der Kundschaft zu Werken, die eine größere Widerstandsfähigkeit besaßen. Um das Äußerste zu vermeiden, ging man zur 24-Stunden-Woche über. Das bedeutete, dass sich die Einkünfte vom Direktor bis zum Lehrling halbierten. Büros und Werkstätten wurden, wo irgend angängig, zusammengelegt, die großen Kupolöfen erloschen. 
Zu Anfang des Jahres 1931 war die Belegschaft in Pegnitz auf 90 Mann zusammengeschrumpft, und in Nürnberg waren es nur noch 300. Aber diese entschiedenen Maßnahmen bedeuteten die Rettung der Firma. Auf der verkleinerten Basis ließ sich schon im Jahr 1931 günstiger arbeiten als im vorhergehenden Jahr, obgleich der Umsatz diesem gegenüber noch einmal um mehr als die Hälfte zurückging, und im Jahr 1932, das erst den Höhepunkt der allgemeinen Krise brachte, konnten in Nürnberg und Pegnitz schon die ersten Neueinstellungen vorgenommen werden.
Die Folgen der Krise waren wie überall auch für die Amag schwer. Das Aktienkapital musste im Jahr 1934, dem Jahr der Generalbereinigung, erheblich reduziert werden, um die Verluste der vergangenen Jahre auszugleichen und die notwendigen Reorganisationen der Betriebsanlagen durchzuführen. Eben um diese Zeit war die Aktienmehrheit der Amag in den Besitz der Gruppe KSB gegangen.
Zur Datierung des Lebenslaufs von Albert Gallisch schrieb sein Enkel Klaus Kasch:

„Ich vermute, dass er seinen verschiedentlich zitierten Lebenslauf 1930 oder 1934 geschrieben hat. Das eine Mal stand die Schließung der Pegnitzhütte zur Diskussion. Das andere Mal war es die Übernahme durch die KSB, die den Arbeitsdirektor veranlasst haben könnte, sich mit seinem Lebenslauf anderweitig zu bewerben.“

#### Unter nationalsozialistischem Einfluss
Gleich zu Beginn nationalsozialistischer Machtergreifung 1933 wurde die bisherige Arbeits- und Sozialpolitik dem Leitbild der „Volksgemeinschaft“ unterworfen. Das „Gesetz zur Ordnung der nationalen Arbeit“ vom 20. Januar 1934 verbot das Koalitions- und Streikrecht und stellte die Betriebsverfassung auf eine völlig neue Grundlage. Der Betriebsrat wurde durch den „Vertrauensrat“ ersetzt, die im Betrieb tätigen Menschen bildeten die „Betriebsgemeinschaft“, die aus den „Betriebsführern“ und der „Gefolgschaft“ bestand. Entsprechend dem nun herrschenden „Führerprinzip“ wurden die beiden Vorstände in Nürnberg und der Werksleiter in Pegnitz als „Betriebsführer“ in ihren Positionen bestätigt. Diese mussten Mitglied der NSDAP oder einer NS-Organisation sein, um staatliche oder kommunale Aufträge (z. B. für Klärwerke oder Feuerlöschpumpen) bekommen zu können. Die Betriebsführer mussten an den Sitzungen des Vertrauensrates teilnehmen. Dadurch sei bei der KSB-Muttergesellschaft in Frankenthal das Betriebsklima erheblich verbessert worden, berichtete Gert von Klass.
Welcher NS-Organisation Albert Gallisch als Werksleiter in Pegnitz angehörte, ist nicht bekannt. Eine etwaige Mitgliedschaft wurde jedenfalls im Mai 1936 durch seinen Tod beendet. Die erneute Umstellung auf Rüstungswirtschaft und die Beschäftigung von Zwangsarbeitern im Pegnitzer Betrieb während des Zweiten Weltkrieges erlebte er nicht mehr.

### Auszeichnungen und Ehrenamt
- Königlicher Kronen-Orden, IV. Klasse (Januar 1913)
- Eisernes Kreuz, II. Klasse (Mai 1916)

Gallisch war Vorstandsmitglied in der süddeutschen Gruppe des Vereins Deutscher Gießereifachleute (VDG) und „Ritter mehrerer Orden“.

### Familie
Gallisch heiratete am 16. Mai 1918 Anna Maria, geb. Ramm. Der beiden einzige Tochter Lieselotte Annemarie wurde am 21. Februar 1920 in Dittersbach bei Waldenburg in Schlesien geboren. Sie heiratete 1946 den Theologen Wilhelm F. Kasch. 
Albert Gallisch starb am Vorabend seines 18. Hochzeitstages am 15. Mai 1936. Am nächsten Tag fand eine Totenfeier zu Ehren des verstorbenen Direktors in der Pegnitzhütte statt. Einer der Redner sagte bei dieser Gelegenheit, dass der Direktor seiner Frau sonst immer Blumen zum Hochzeitstag gebracht habe. In diesem Jahr müsse sie ihm die letzten Blumen mit auf die Reise geben. 
Todesanzeigen erschienen in der Bayreuther und der Nürnberger Zeitung. Nachrufe veröffentlichten der Verein Deutscher Gießereifachleute (VDG) und der Verband der Ingenieuroffiziere der Marine.
Die Beerdigung fand am Montag, dem 18. Mai 1936, statt und sprengte den Rahmen der kleinen Friedhofskapelle in Pegnitz.

### Namensgeber
Postum wurde 1939 der kleine Torpedotransporter der Kriegsmarine „Albert Gallisch“ nach ihm benannt.